# Purenleon abruptus
Purenleon abruptus là một loài côn trùng trong họ Myrmeleontidae thuộc bộ Neuroptera. Loài này được Stange in Penny miêu tả năm 2002.